# La Pendule à Salomon
Pour plus de détails, voir Fiche technique et Distribution.
La Pendule à Salomon est un film français réalisé en 1960 par Vicky Ivernel et sorti en 1961.

## Fiche technique
- Titre : La Pendule à Salomon
- Réalisation : Vicky Ivernel
- Scénario et dialogues : Jean Chérasse, d'après le roman de Raoul Vergez[1]
- Photographie : André Germain
- Musique : René-Louis Lafforgue
- Son : René Longuet
- Montage : Armand Psenny
- Production : O.R.G.C. (Office de Réalisations et de Gestions cinématographiques)
- Pays de production :  France
- Durée : 82 minutes
- Date de sortie : 
  - France : 4 octobre 1961

## Distribution
- Daniel Ivernel
- René-Louis Lafforgue
- Charles Moulin
- Philippe Ogouz
- Lucien Raimbourg
- Micheline Bezançon
- Florence Brière
- Jacques Marin
- Marcel Pérès
- Charles Lavialle
- Claude Martin

## Récompense
- 1961 : Grand Prix du film social

## À propos du film
La Pendule à Salomon est une adaptation du roman de Raoul Vergez, compagnon charpentier des devoirs et « membre éminent de la direction de la Fédération compagnonnique des métiers du bâtiment ». La sortie du film est un échec commercial. Selon François Icher, il est alors « mal perçu par les syndicats ouvriers qui voient surtout une caricature et une dénonciation de l'action syndicale ». Principal producteur du film, Raoul Vergez est contraint de déposer le bilan de son entreprise de charpente.